# Хольцмайр, Эдуард
Эдуард Хольцмайр (нем. Eduard Holzmair, 4 октября 1902, Вена — 23 декабря 1971, Вена) — австрийский нумизмат.
В 1948 году совместно с Августом-Октавом фон Лером выпустил второе издание книги Виктора Миллера об австрийских монетах, с комментариями к отдельным годам чеканки (Müller Viktor zu Aichholz. Österreichische Münzprägungen 1519—1938. — Wien, 1948).
С 1952 года — директор Федерального собрания монет, медалей и денежных знаков. В 1967 году был назначен директором венского Музея истории искусств, но в том же году ушёл на пенсию.

## Избранная библиография
- Katalog der Sammlung Dr. Josef Brettauer. Medicina in nummis. — Wien, 1937;
- Münzgeschichte der österreichschen Neufürsten. — In: NZ. 71 (1946). S. 6-74;
- Münzkunst in Österreich. — Wien, 1948.